# Illa Stewart
L'Illa Stewart  o Rakiura (en maorí) és la tercera illa en extensió de Nova Zelanda.
S'ubica a 30 km al sud de l'Illa del Sud separada per l'estret Foveaux.
Només hi viuen uns 400 habitants en una sola població anomenada Oban.
El Capità Cook, el 1770, va ser el primer a descobrir-la però va creure que es tractava d'una part de l'Illa del Sud i va ser William W. Stewart, el 1809, qui la va identificar com una illa.

## Geografia
L'illa té una superfície de 1.746 km². El punt més alt s'anomena Mount Anglem i arriba als 979 metres d'altitud. Al voltant de la costa hi ha tres illes principals (Illa Ruapuke, Illa Codfish i Illa Anchorage), a més de nombrosos illots.

## Fauna
Nombroses colònies d'ocells prosperen degut a l'aillament i baixa població de l'illa entre ells destaquen els pingüins i els albatros. També hi ha una gran població de cérvols de cua blanca (introduïts) que són objecte de caça.